# دردار نيري الأوراق
دردار نيري الأوراق (الاسم العلمي: Ulmus carpinifolia) هو نوع نباتي يتبع جنس الدردار من فصيلة الدردارية.